# 大阪大学核物理研究センター
大阪大学 核物理研究センター（かくぶつりけんきゅうセンター、Research Center for Nuclear Physics, Osaka University、RCNP）は、大阪大学の附置研究所（共同利用・共同研究拠点）。1971年に設立された。加速器を有する。

## 前史
日本では1936年に大阪帝国大学でサイクロトロンの建設が始まった。1937年に理化学研究所の仁科芳雄が主導して日本初の26インチ小サイクロトロンが完成した後、少し遅れて大阪帝国大学でも24インチ小サイクロトロンが完成し、1944年に理化学研究所にて200トンの大サイクロトロンが完成した。第二次世界大戦前から戦中にかけて日本国内に設置されたサイクロトロンは理化学研究所に大小2台、大阪大学に1台、京都大学に1台（建設中）あったが、戦後にはGHQによって破壊された。大阪大学に設置されていたサイクロトロンは1台だったが、ベータ線スペクトロメータ用の磁石をサイクロトロンと誤解され、破壊された。この破壊行為がアメリカの物理学者たちの批判を浴びた後、1951年5月に来日したアーネスト・ローレンスはこれらのサイクロトロンの再建を促した。

## 組織

### 研究部門
- 核物理実験研究部門
- 核物理理論研究部門
- 加速器研究部門

### 施設
- サイクロトロン実験施設
- レーザー電子光実験施設
- 大塔コスモ観測所（奈良県五條市）・天体核

## 立地等
所在地
- 大阪府茨木市美穂ヶ丘10-1

大阪大学吹田キャンパス内
アクセス
- バス
  - 「阪大本部前」停留所（阪急バス・近鉄バス）
- 鉄道
  - 「北千里駅」（阪急千里線）
  - 「阪大病院前駅」（大阪モノレール彩都線）